# 三井秀範
三井 秀範（みつい ひでのり、1959年〈昭和34年〉5月22日 - ）は、日本の大蔵・金融官僚、弁護士。預金保険機構理事長。

## 経歴
富山市で生まれ、愛知県で育つ。名古屋市立冨士中学校、1978年に愛知県立旭丘高等学校、1983年3月に東京大学法学部を卒業。国家公務員採用上級甲種試験(法律)に合格し、1983年4月大蔵省に入省。
2015年7月から金融庁検査局長、2018年7月17日から企画市場局長を務め、2019年7月5日退官。
2020年3月、弁護士登録（第一東京弁護士会所属）。取り扱い分野は規制法取引/対応
同年4月、東京大学大学院法学政治学研究科特任教授。専門分野は金融法、金融商品取引法。
2021年1月、預金保険機構理事長。

## 年表
この節で出典なき所の出典
- 1983年03月：東京大学法学部卒業
- 1983年04月：大蔵省入省
- 1984年05月：大蔵省証券局業務課
- 1985年07月：大阪国税局調査部
- 1986年07月：大蔵省銀行局保険部保険第二課
- 1987年07月：大蔵省銀行局調査課
- 1988年04月：人事院事務総局管理局研修審議室付（行政官国内研究員（司法修習コース））
- 1990年04月：大蔵省大臣官房付
- 1990年06月：福岡国税局佐世保税務署長
- 1991年07月：大蔵省大臣官房調査企画課課長補佐
- 1992年07月：大蔵省証券局証券市場課課長補佐
- 1994年07月：大蔵省主税局調査課課長補佐
- 1995年06月：大蔵省主税局税制第三課課長補佐
- 1996年07月：大蔵省主税局税制第一課課長補佐
- 1997年07月：大蔵省主税局税制第一課審査室長（併）
- 1998年07月：大蔵省主税局総務課課長補佐・総務課税制企画室長
- 1999年06月：大蔵省主税局付（アメリカ・スタンフォード大学アジア太平洋研究所客員教授）
- 2000年09月：大蔵省主税局（アメリカ・スタンフォード大学法科大学院法学修士）
- 2001年07月：金融庁監督局総務課監督企画官
- 2002年01月：金融庁総務企画局総務課管理室長
- 2003年07月：金融庁総務企画局総務課調査室長・総務企画局企画課法務室長
- 2004年07月：金融庁総務企画局参事官（信用制度担当）
- 2005年08月：金融庁総務企画局市場課長
- 2007年07月：金融庁総務企画局企業開示課長
- 2010年07月：金融庁総務企画局総務課長
- 2011年08月：金融庁総務企画局参事官（監督局担当）
- 2012年07月：内閣府本府企業再生支援機構担当室次長（～2013年3月）
- 2012年08月：金融庁総務企画局参事官（信用・官房担当）
- 2013年01月：内閣府本府地域経済活性化支援機構法（仮称）準備室長（～同年2月）
- 2013年02月：内閣府本府地域経済活性化支援機構法準備室長（～同年3月）
- 2013年06月：金融庁総務企画局総括審議官
- 2015年07月：金融庁検査局長
- 2017年07月：（併）内閣府本府地域経済活性化支援機構担当室長
- 2018年07月17日：金融庁企画市場局長[7]
- 2019年07月05日：退官[8]
- 2020年03月01日：森・濱田松本法律事務所客員弁護士[4]
- 2020年04月：東京大学大学院法学政治学研究科特任教授[5]
- 2020年06月：LINE Financial株式会社顧問[9]
- 2021年 3月 : 預金保険機構理事長[10]